# Edmund Piszcz
Edmund Michał Piszcz (ur. 17 listopada 1929 w Bydgoszczy, zm. 22 marca 2022 w Olsztynie) – polski duchowny rzymskokatolicki, doktor nauk teologicznych, biskup pomocniczy chełmiński w latach 1982–1985, administrator apostolski sede plena diecezji warmińskiej w latach 1985–1988, biskup diecezjalny warmiński w latach 1988–2006 (od 1992 arcybiskup metropolita warmiński), od 2006 arcybiskup senior archidiecezji warmińskiej.

## Życiorys
Urodził się 17 listopada 1929 w Bydgoszczy. W trakcie II wojny światowej od 1944 pracował jako uczeń krawiecki. W latach 1945–1948 kształcił się w I Państwowym Gimnazjum i Liceum w Bydgoszczy, uzyskując małą maturę. Następnie od 1948 do 1950 uczęszczał do Niższego Seminarium Duchownego w Olsztynie. Egzamin dojrzałości złożył w 1950 w Liceum Państwowym im. Adama Mickiewicza w Olsztynie. W latach 1950–1956 odbył studia filozoficzno-teologiczne w Wyższym Seminarium Duchownym w Pelplinie. Święcenia subdiakonatu (19 czerwca 1955) i diakonatu (29 czerwca 1955) otrzymał przez posługę biskupa diecezjalnego chełmińskiego Kazimierza Kowalskiego, który 10 maja 1956 w katedrze Wniebowzięcia Najświętszej Maryi Panny w Pelplinie udzielił mu również święceń prezbiteratu. W latach 1958–1962 kontynuował studia w zakresie historii Kościoła na Wydziale Teologicznym Katolickiego Uniwersytetu Lubelskiego, uzyskując w 1960 magisterium, a w 1962 doktorat nauk teologicznych na podstawie dysertacji Geneza i przebieg toruńskiego «Colloquium Charitativum» za Władysława IV w 1645. W latach 1973–1974 pogłębiał specjalizację, przebywając na stypendium naukowym w Instytucie Historii Europy w Moguncji.
Od 1956 do 1958 pracował jako wikariusz w parafii katedralnej w Pelplinie, gdzie prowadził młodzieżowy chór parafialny. W tym samym czasie był prefektem w Collegium Marianum i w Państwowym Liceum Ogólnokształcącym w Pelplinie. Od 1962 do 1985 był kierownikiem archiwum diecezjalnego. W 1981 został członkiem diecezjalnej rady duszpasterskiej. W 1970 papież Paweł VI nadał mu godność kapelana honorowego Jego Świątobliwości.
W latach 1962–1982 wykładał historię Kościoła w Wyższym Seminarium Duchownym w Pelplinie. W pelplińskim seminarium prowadził także lektoraty z języka łacińskiego i niemieckiego, a od 1964 był prefektem studiów. Pełnił także funkcję sekretarza rektoratu. W 1985 rozpoczął prowadzenie wykładów z historii Kościoła na Warmińskim Instytucie Teologicznym w Olsztynie.
21 kwietnia 1982 został mianowany biskupem pomocniczym diecezji chełmińskiej ze stolicę tytularną Aurusuliana. Święcenia biskupie otrzymał 20 maja 1982 w bazylice katedralnej Wniebowzięcia Najświętszej Maryi Panny w Pelplinie. Udzielił mu ich prymas Polski Józef Glemp, któremu asystowali Marian Przykucki, biskup diecezjalny chełmiński, i Zygfryd Kowalski, biskup pomocniczy chełmiński. Jako dewizę biskupią przyjął słowa „Diligimus opere ac veritate” (Miłujmy czynem i prawdą). 8 maja 1982 został ustanowiony wikariuszem biskupim ds. duchowej i intelektualnej formacji kapłanów, a 25 maja 1982 wikariuszem generalnym diecezji. W kurii biskupiej objął urzędy wiceprzewodniczącego Wydziału Duszpasterskiego i referenta Duszpasterstwa Duszpasterzy. Został członkiem rady kurialnej, rady administracyjnej, rady kapłańskiej i rady duszpasterskiej. Objął funkcję deputata ds. dyscyplinarnych w seminarium pelplińskim. Wszedł w skład zespołu redakcyjnego miesięcznika kurialnego „Orędownik Diecezji Chełmińskiej”. W 1982 został mianowany prałatem i prepozytem chełmińskiej kapituły katedralnej.
11 listopada 1985 został przeniesiony na urząd administratora apostolskiego sede plena diecezji warmińskiej przy biskupie Janie Obłąku. Kanoniczne rządy nad diecezją objął 30 listopada 1985. 22 października 1988, po ustąpieniu Jana Obłąka z urzędu w związku z ukończeniem 75 lat, został mianowany biskupem diecezjalnym, a 25 marca 1992, w wyniku reorganizacji struktur administracyjnych Kościoła katolickiego w Polsce, został ustanowiony arcybiskupem metropolitą warmińskim. Paliusz metropolitalny otrzymał 29 czerwca 1992 w bazylice św. Piotra w Rzymie. Jako ordynariusz warmiński ustanowił w 1987 wikariaty biskupie w Elblągu i Ełku, utworzył kapituły kolegiackie w Gołdapi i Kętrzynie, wzniósł nowe gmachy Wyższego Seminarium Duchownego Hosianum w Olsztynie, kurii metropolitalnej i siedziby biskupów, założył Domy Samotnej Matki w Brąswałdzie i Elblągu oraz Hospicjum dla Chorych w Elblągu, a także otworzył katolickie przedszkole i liceum, trzy kolegia teologiczne kształcące katechetów oraz Katolicki Uniwersytet Ludowy w Kętrzynie. Erygował ponad 110 parafii i zreorganizował podział dekanatów. Utworzył Komisję Ekumeniczną Archidiecezji Warmińskiej oraz urząd delegata arcybiskupa ds. ekumenizmu. W 1988 przeprowadził Diecezjalny Kongres Eucharystyczny, a w 1994 I Archidiecezjalny Kongres Trzeźwości. W 1991 podejmował w Olsztynie papieża Jana Pawła II w trakcie jego IV podróży apostolskiej do Polski. Na antenie Polskiego Radia Olsztyn od 1990 wygłosił ponad 400 niedzielnych homilii zebranych w cyklach Oczekiwanie (przed wizytą papieską w Olsztynie) i Droga. Przyczynił się do utworzenia na założonym w 1999 Uniwersytecie Warmińsko-Mazurskim w Olsztynie Wydziału Teologii, którego został wielkim kanclerzem. 30 maja 2006 papież Benedykt XVI przyjął jego rezygnację z obowiązków arcybiskupa metropolity warmińskiego.
W ramach prac Episkopatu Polski został przewodniczącym Komisji Misyjnej, Rady ds. Migracji, Turystyki i Pielgrzymek oraz Zespołu ds. Kontaktów z Kościołem Ewangelicko-Augsburskim, a ponadto wszedł w skład Zespołu ds. Kontaktów z Polską Radą Ekumeniczną i Zespołu ds. Kontaktów z Konferencją Episkopatu Niemiec. Przewodnicząc Komisji Misyjnej w latach 1983–1994, utworzył Centrum Formacji Misyjnej w Warszawie oraz zorganizował w 1992 Krajowy Kongres Misyjny w Częstochowie. Równocześnie przez 6 lat pełnił funkcję krajowego dyrektora Papieskich Dzieł Misyjnych w Polsce. W latach 1989–1994 był członkiem Kongregacji ds. Ewangelizacji Narodów.
Był współkonsekratorem podczas sakr biskupów pomocniczych warmińskich: Józefa Wysockiego (1989), Jacka Jezierskiego (1994) i Janusza Ostrowskiego (2018), a także biskupa polowego Wojska Polskiego Tadeusza Płoskiego (2004).
Zmarł 22 marca 2022 w Olsztynie. 28 marca 2022 po mszy pogrzebowej w bazylice konkatedralnej św. Jakuba Apostoła w Olsztynie został pochowany w znajdującej się w niej krypcie arcybiskupów warmińskich.

## Odznaczenia i wyróżnienia
Postanowieniem prezydenta RP Aleksandra Kwaśniewskiego z 21 stycznia 2005 został odznaczony Krzyżem Komandorskim Orderu Odrodzenia Polski. W 2004 za zaangażowanie na rzecz dialogu polsko-niemieckiego oraz działalność ekumeniczną na terenie Warmii i Mazur został udekorowany Wielkim Krzyżem Zasługi Orderu Zasługi Republiki Federalnej Niemiec.
Nadano mu honorowe obywatelstwo: Kętrzyna (1998), Olsztyna (2003), gminy Grunwald (2011), a także Górowa Iławeckiego. Został wyróżniony Odznaką Honorową za Zasługi dla Województwa Warmińsko-Mazurskiego (2006).
W 2014 nadano mu tytuł doktora honoris causa Uniwersytetu Warmińsko-Mazurskiego w Olsztynie. Za zasługi dla tego uniwersytetu w 2006 otrzymał medal Benemerenti Universitati Nostrae.